# Джей Бреннан
Джей Бре́ннан (англ. Jay Brannan;нар.29 березня 1982, Х'юстон, штат Техас, США) — американський музикант, співак, автор пісень, актор.

## Біографія
Джей народився і виріс в Техасі.
Після закінчення школи один семестр провчився в Університеті Цинциннаті. Недовчившись, Джей переїхав у Каліфорнію, щоб спробувати вдачу і знайти роботу актора. В Лос-Анджелесі він вирішив присвятити себе своїй новій пристрасті — музиці. У віці 20 років він уперше взяв до рук гітару і почав писати пісні. Для цього він не навчався і не користувався чиєюсь допомогою. Джерелом натхнення для початкового автора-виконавця стали пісні «самотніх співачок» із його музичної колекції. Після двох років у Каліфорнії Джей переїхав до Нью-Йорка, де живе і зараз.
У 2002 році один із друзів Джея показав йому оголошення в журналі BackStage про кастинг на фільм «Клуб „Shortbus“» і Джей відправив своє відео-резюме. У 2006 році він зіграв роль Сета в цьому фільмі, режисером якого був Джон Кемерон Мітчелл. Одна з пісень Джея Soda Shop увійшла в саундтрек до фільму.

## Музична кар'єра

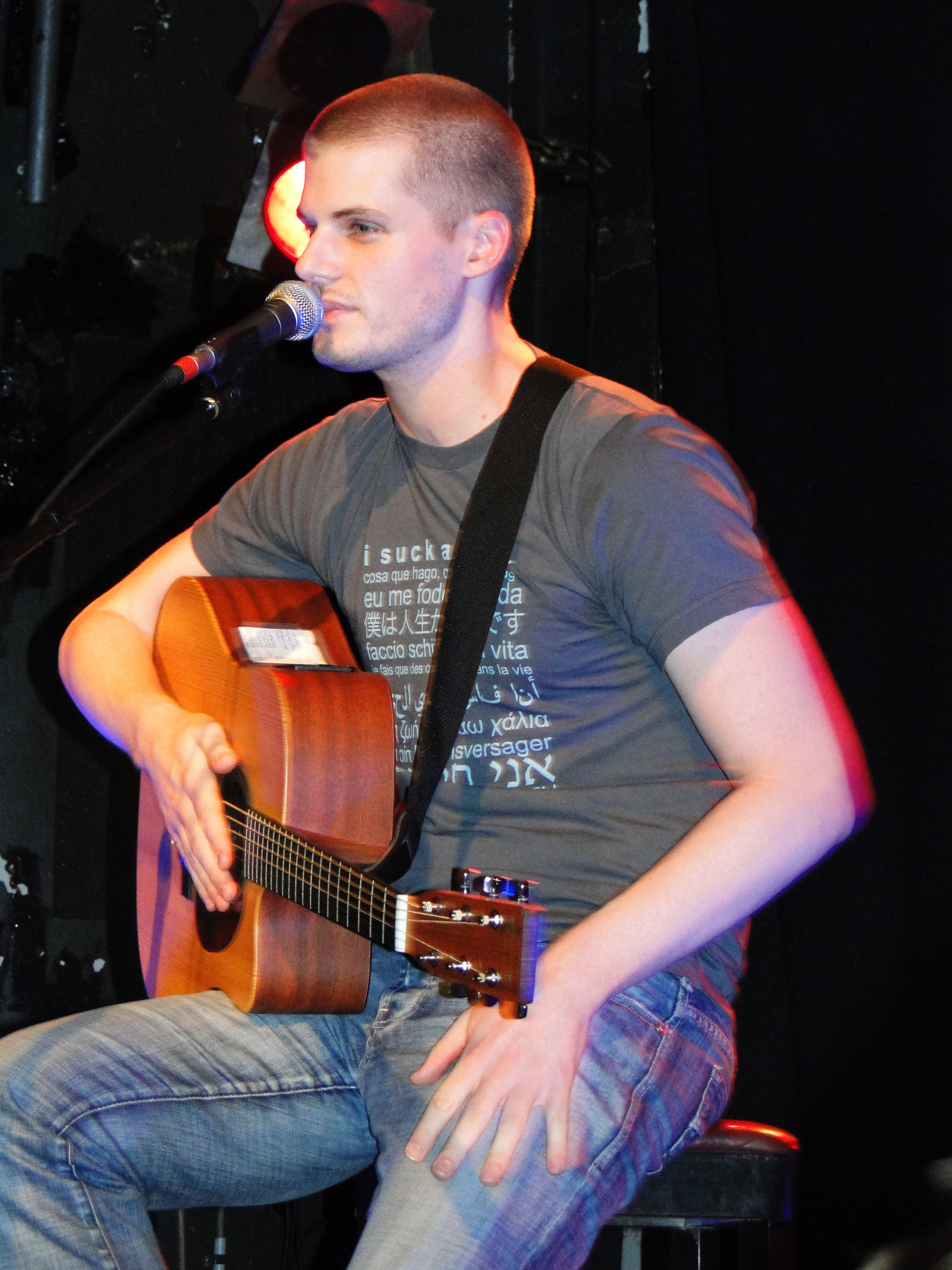
Бреннан в Гамбурзі (2009)

Кінематографічний дебют Джея Бреннана, що був доброзичливо сприйнятий пресою, відкрив йому шлях до музичного успіху: за кількістю скачувань в Інтернеті пісня Soda Shop, виконувана ним по ролі, стала найпопулярнішим треком фільму. Презентації кінострічки, на яких він почав представляти свої пісні, відкрили доступ до міжнародної аудиторії і сприяли його популярності як музиканта. З цього часу Джей почав регулярно давати концерти. Свої виступи він поєднував з роботою коректора в перекладацькому бюро.
Прихильність Джея Бреннана до DIY-етики допомогла йому досягти в короткий період часу неабиякої популярності  в Інтернеті. Багато своїх пісень він робив загальнодоступними для скачування або онлайн-стріммінгу відразу ж після їх написання. Популярність здобули і  відео, зроблені ним самим і  які він виставляв в інтернет. На Myspace, Facebook і YouTube їх переглянули близько 4 мільйонів шанувальників.
Літом 2007 року Джей Бреннан випустив міні-диск Unmastered на своєму власному  лейблі Great Depression Records. Лімітоване видання в 1000 екземплярів - кожний компакт-диск з іншим полароідним зображенням Джея - розійшлися за один день.
Літом 2008 року вийшов  альбом Goddamned. Потім почалися  гастролі в США, Європі і Австралії. Альбом був записаний в Лос-Анджелесі разом з продюсером Will Golden. Мелодійні фолк-пісні в класичній північно-американській традиції авторського виконання мають акустичне аранжування з частковим використанням смичкових інструментів. За своєю образно-тематичною спрямованістю вони похмурі, песимістичні. З прямою відвертістю і без остраху зачепити чуттєві душі Бреннан розповідає про охоплений брехнею світ, зруйновані відносини, релігійне лицемірство і розчарування. Літом 2009 року Джей Бреннан випустив  новий міні-диск   In Living Cover. Поряд з двома власними композиціями він включає сім  кавер-версій, в тому числі Blowing In The Wind Боба Ділана і Zombie групи The Cranberries.
27 березня 2012 року вийшов другий студійний альбом співака  Rob Me Blind. 6 квітня він дебютував на  17-му місці чарту Top Heatseekers і  на 11-му місці в Folk Albums.

## Музичний стиль
Джей Бреннан поєднує у своїй творчості стиль північно-американського авторського виконання з елементами поп-музики. Для його пісень характерні досить просте звучання з переважно акустичним аранжуванням і мінімальною інструментовкою. Стилістично він орієнтується на таких авторів пісень і виконавців, як  Трейсі Чепмен і Джоні Мітчелл, так як йому подобається «the sound of the angry, sad women». Деякі критики вбачають музичну близькість до таких співачок, як Ані ДіФранко, Ліза Лоб, Шинейд О’Коннор та Ліз Фер.

## Дискографія
- Unmastered (2007)
- Goddamned (2008)
- In Living Cover (2009)
- Rob Me Blind (2012)
- Live at Eddie’s Attic (2012)

## Фільмографія
- 2006: Клуб «Shortbus»
- 2007: Обіймаючи Тревора (англ. Holding Trevor)
- 2012: Поцілунок проклятого (англ. Kiss of the Damned)